# 孔雀の微笑
『孔雀の微笑』（くじゃくのほほえみ）は、イケスミチエコによる日本の漫画作品。1976年から1977年まで『月刊プリンセス』（秋田書店）に連載された。

## あらすじ
トップモデル真樹のショーの帰り道、モデル研修生の渚はカメラマンの潤と出会う。それがきっかけで真樹本人に会い好感を覚える。ある日真樹は渚の持っていた写真集に子供のころの真樹と彼女の母が写っているのに驚き、渚に付き人になってほしいと頼む。スキャンダル、盗作事件、交通事故、求婚、パリでの映画撮影、ライバルの出現、初恋、ファッション業界の荒波にもまれながら二人は成長していき、真樹の出生の秘密が少しずつ明らかになっていく。そんな中、行方不明の真樹の父親と同じイニシャルの人物から、真樹のオリジナルショーを持ちかけられる。

## 登場人物
紫城 真樹（しじょう まき）
17歳。日英ハーフのトップモデル。ニックネームは孔雀。なぜかヌードモデルは絶対にやらない。生き別れの父を探している。
藤村 渚（ふじむら なぎさ）
15歳。SSモデルスタッフの研修生。ふとしたきっかけで憧れの真樹の付き人になる。
谷岡 潤（たにおか じゅん）
フリーカメラマン。真樹たちの友人として行動を共にする。
ミヤ
37歳。真樹のマネージャーとして厳しく指導に当たる。戦争で孤児になり、10歳のときフランス大使館の若夫婦にひきとられて渡仏し、真樹の母アリスに出会う。
立花 エリ（たちばな エリ）
渚の義姉のクラブで働きつつモデルクラブに通っていたが、出版社の社長に見込まれてデビューした。真樹をライバル視している。
アニカ ロイド 川辺 (アニカ ロイド かわべ）
15歳。彼女の作った詩とセットで真樹の写真が写る。今は亡き姉に生き写しの真樹に恋している。
伊原 美加（いはら みか）
18歳。俳優になりたい弟のために劇団長と結婚することになった。結婚式の前日、片思いの真樹に会いに来る。
早瀬 真代（はやせ まよ）
16歳。青森から集団就職で東京にやってきた。モデルを目指すため真樹の付き人として飛び込んでくる。
紫城 十志子（しじょう としこ）
真樹の妹だが血のつながりはない。パリ在住。レズビアンのリスベスが恋人。
ライミー 有吉（ライミー ありよ-し）
渚の学校に転向してきた美少年。女装してファッションモデルをしている。
峰 恵子（みね けいこ）
スタイリスト。真樹への思いを断ち切るために男と結婚しようとしている。
アガサ 葵（アガサ あおい）
20歳。真樹が恋した先輩のファッションモデル。だが悪いうわさが絶えない。

## 書誌
秋田書店 孔雀の微笑　全3巻